# Peller-Modell

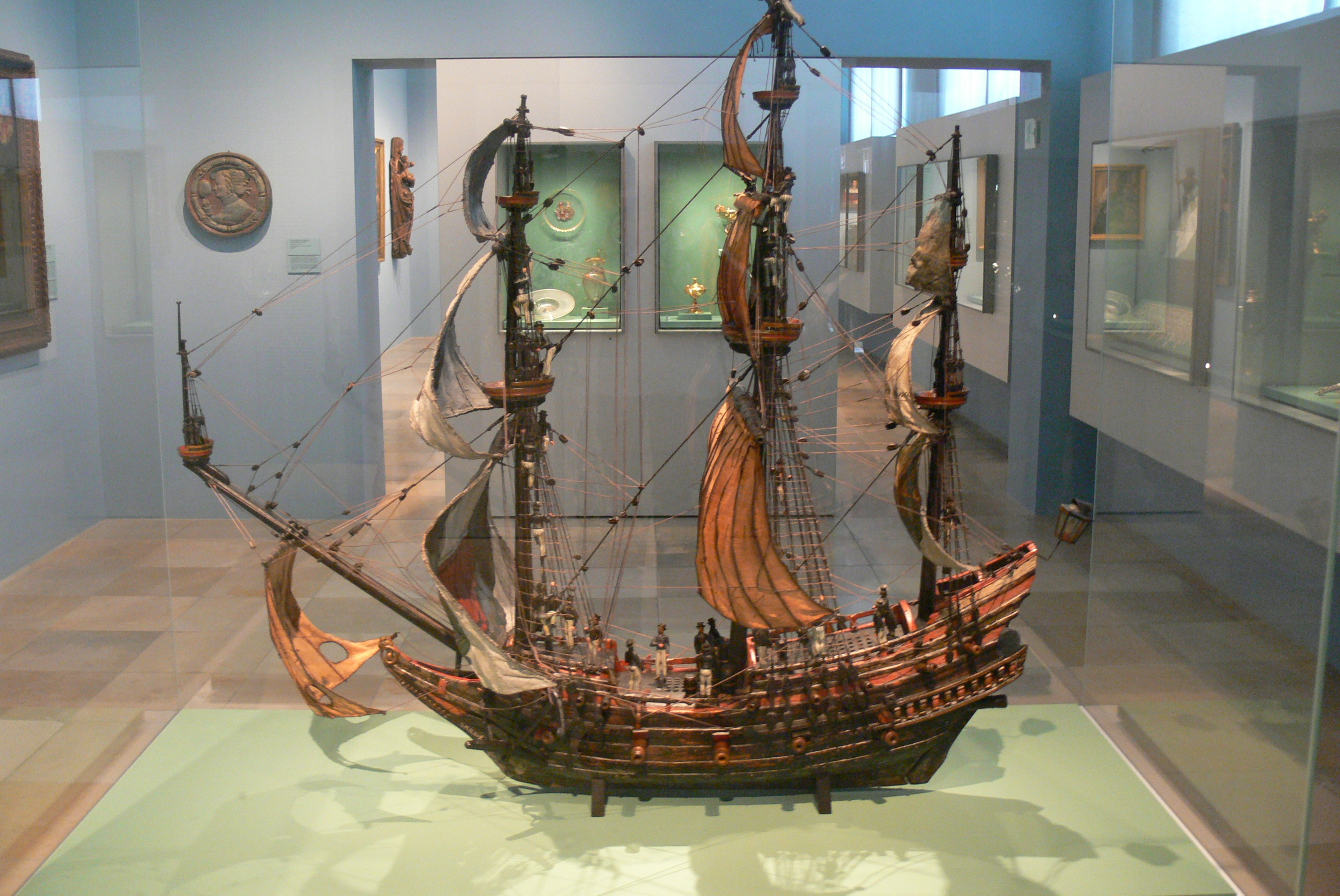
Das Schiffsmodell in der Ausstellung

Das Peller-Modell ist das älteste datierbare Schiffsmodell in Deutschland. Ebenso sind der Modellbauer und die erste Restaurierung datierbar und der Restaurator namentlich bekannt. Durch diese Datierbarkeit ist dieses Modell für die Schifffahrtsgeschichte von besonderer Bedeutung.

## Herkunft und Name
Über die Herkunft kann nur aus den Hinweisen am Modell selbst geschlossen werden. Am augenfälligsten sind die bemalten Segel. Auf dem Großbramsegel wurde mit gleicher Handschrift eine chronologische Auflistung von Renovierungen mit Name und Jahr angegeben:
Herrmann Severin -fecit-

A. 1603

Michael Küchel -renovt-

A. 1715

Ulrich Eggman -renovt-

A. 1822

Georg Ullrich Frieser Kaufman

in

Nürnberg

als Bezizer

J.C.Heimer pinzt.
Sowohl von Severin als auch von Küchel sind keine weiteren Angaben bekannt. In Lübeck sind um 1600 Familienmitglieder mit dem Namen Severin bekannt, aber nur mit den Vornamen Anton, Heinrich und Peter. Es waren Familien von Schiffern und Kaufleuten. Woher der Schreiber diese einzelnen Informationen erhielt, ist unbekannt. Es wird vermutet, dass im Rumpfinneren bei der letzten Restaurierung ein Papier gefunden wurde, auf dem sich die einzelnen Restauratoren und der Erbauer mit Namen und Jahr verewigten. Bei vergleichbaren Fällen ist vom Erbauer oft noch ein Segensspruch oder der Anlass notiert. Möglicherweise sind diese Informationen aber verloren gegangen.
Neben den Segeln sind die Schichtungen der Bemalung am Rumpf über die Herkunft aufschlussreich. Der Name Peller-Modell kommt vom Wappen auf dem Oberspiegel am Heck des Modells. Dort wurde das so genannte kleine Wappen der Familie Peller über das ursprünglich dort angebrachte Lübecker Stadtwappen aufgetragen. Schiffe dieser Zeit führten meist eine bildliche Version des Schiffsnamens am Heck. Deshalb wurde das Modell nach diesem Wappen benannt. Die mögliche Herkunft aus Lübeck bezeugt das Großmarssegel und ein Flaggenrest. Als eines der alten am Modell erhaltenen Segel zeigt es den Lübecker Doppelkopfadler mit rot-weißem Brustschild. Dasselbe Motiv ist auch auf dem Flaggenrest zu erkennen.
Der erste gesicherte Ort und Zeitpunkt ist mit 1822 Nürnberg. Um das Jahr 1870 wurde es dann beim Antiquar Pickert aus Nürnberg durch das Germanische Nationalmuseum gekauft. Seitdem wird es im Museum aufbewahrt und wurde 1968 im Altonaer Museum restauriert.

## Beschreibung
Der Rumpf des Modells zeigt neben den typischen Details eines kleinen Dreimasters um 1600, auch Elemente des Zeitraums um 1820. Besonders Teile der Takelage und die Figuren an Deck stammen aus dieser Zeit. Der Rumpf wurde aus einem einzelnen Block eines Hartholzes gefertigt. Die mittlere Hälfte wurde sehr sorgfältig bis zum Unterdeck ausgehöhlt, an den jeweiligen Enden aber gröber gefertigt. Deshalb ist die einzelne Decksaufteilung im Rumpf nicht eindeutig. Sicher hat es eine komplett gedeckte Batterie, vielleicht ein Orlopdeck, mit abgesenkter Konstabelskammer achtern erkennbar. Darüber ist das Oberdeck, das die Kuhl zwischen dem Halbdeck und Backdeck bildet. Unter der Back und unter dem Halbdeck sind weitere Geschütze platziert. Auf dem Halbdeck ist noch eine Hütte und darüber sind noch zwei Bögen für einen Wetterschutz erkennbar. Am Achterschiff befindet sich eine offene Seitengalerie. Das gerade Galion wird von einer myhthologisch-christlichen Darstellung eines Pelikan bekrönt.
Die Takelage ist in vielen Teilen noch original. Hinzugefügt wurde wohl der Großmast, der wahrscheinlich nach Holzwurmbefall ersetzt werden musste. Auch die Großrah ist wohl eine spätere Erneuerung. Dagegen wurde der Papageienstock ersatzlos entfernt. Während die Rundhölzer noch in großen Teilen original sind, sieht es beim Tauwerk anders aus. Die aus so genanntem Silberdrath und Bindfäden bestehenden Teile sind sicherlich erst im 19. Jahrhundert hinzugekommen. Vielleicht bei der Restaurierung 1822. Aber das stehende Gut von Fock- und Großmast ist älter aber sicher nicht mehr original.
Auch die Segel haben ihren ursprünglichen Standort verändert. So könnte das heute als Fock angeschlagene Segel früher das Großmarssegel gewesen sein. Und das heutige Großmarssegel die frühere Fock. Das Besan ist ganz verschwunden. Von der ursprünglichen Besegelung sind noch das Vormarssegel, das Kreuzmarssegel, die Fock, das Segel am Standort des Besans und das Vorbramsegel vorhanden. Eine Besonderheit sind die Bemalungen der Segel auf Vor- und Rückseite. Folgende Darstellungen sind zu sehen: doppelköpfiger Reichsadler, Lübecker Wappen, die oben zitierten Renovierungsdaten, Porträt eines unbekannten Mannes, Pelikan, Löwe, Meerjungfrau, Seepferd, Sonne, Halbmond, Porträt des G. U. Frieser und Merkur.